# Tripogandra glandulosa
Tripogandra glandulosa là một loài thực vật có hoa trong họ Commelinaceae. Loài này được (Seub.) Rohweder miêu tả khoa học đầu tiên năm 1956.